# Inca II: Wiracocha
Inca II: Wiracocha, o Inca II: Nations of Immortality, è un videogioco MS-DOS del 1993 sviluppato da Coktel Vision e pubblicato da Sierra. È il seguito di Inca, ambientato in una guerra tra l'impero inca e i Conquistadores ma 500 anni nel futuro. A differenza del predecessore, il gioco presenta un doppiaggio in italiano.

## Trama
Alla fine degli eventi del primo gioco, El Dorado è diventato Sapa Inca del nuovo impero inca dopo aver riunito le tre gemme del Tempo, della Materia e dell'Energia nascoste da Huayna Capac. Adesso, egli gode di un prestigio enorme in qualità di sovrano del Tawantinsuyu, ovvero i "Quattro Angoli dell'Impero", una sorta di federazione la cui influenza si estende in tutte le galassie. Inoltre, dalla sua aclla ha avuto un figlio, Atahualpa. Adesso, però, sorge una crisi provocata dalla presenza di un minaccioso asteroide che orbita intorno alla Terra, provocando alcuni disastri naturali e disturbando ogni comunicazione nell'impero. Di fronte a questo, El Dorado decide di convocare un consiglio a Machu Picchu, dove è incluso anche Kelt Cartier, un misterioso mercante pilota probabilmente di origini anglosassoni per via del nome.
Nella prima parte del gioco si vestono i panni del giovane Atahualpa, ed è possibile scegliere come prova d'iniziazione un enigma a oggetti o una sequenza di simulazione spaziale. Al consiglio, Kelt rivela che dietro alla presenza dell'asteroide si cela Aguirre, il malvagio Conquistador che fungeva già da antagonista principale nel primo gioco e che qui comanda le Terre degli Antichi, unico oppositore al Tawantinsuyu. Atahualpa però si comporta in maniera estremamente impulsiva sia nei confronti del padre che dello "straniero", e viene dunque cacciato dal consiglio; all'esterno del Machu Picchu, Dona Angelina lo convince a rubare l'astronave tumi del padre per sfidare da soli gli Spaniardi. Quest'azione ingenua rappresenta per Aguirre l'occasione per muovere guerra agli Inca, e spinge El Dorado e Cartier a prendere e arrestare Atahualpa, prima di scendere in campo contro i Conquistadores. Atahualpa, nel tentativo di aiutare comunque il padre, rimette in funzione le torrette del "Tri-Maestro", una nave mercantile della flotta spaziale inca, e scende in battaglia, ma dopo aver sgominato varie navicelle nemiche, muore nello scontro con la distruzione della suddetta navicella, portando il controllo a El Dorado per tutto il resto del gioco.
Dopo essere stato salvato da El Dorado con una navicella in avaria, Cartier lo porta a terra nel deserto australiano, dove vive Yuna, un'astronoma-eremita e vecchia conoscenza di Carter, la quale escogita un piano per distruggere l'asteroide di Aguirre; nel tentativo di riportare la navicella tumi di El Dorado da Yuna, i tre vengono attaccati in locomotiva e raggiungono una galleria, dove scoprono i piani del "Boomerang", una navicella leggendaria. Cartier si offre dunque di replicare il progetto, mentre El Dorado viaggia attraverso tre pianeti dove depositerà gli altrettanti poteri delle gemme del primo gioco; tramite le coordinate dei pianeti, questi poteri formeranno un triangolo, intrappolando e distruggendo l'asteroide di Aguirre.
La prima destinazione di El Dorado è un pianeta fitto di giungle, di preciso un'isola vulcanica dove un demone si insidia nelle ombre; risvegliando il coccodrillo il cui soffio vitale è stato strappato dal demone, El Dorado ottiene il permesso di depositare il primo potere. La seconda destinazione è il pianeta della Valle dei Tre Sogni, un luogo che si trova nei più remoti quartieri dell'impero; scalando un burrone, El Dorado incontra un ordine monastico tibetano e dopo aver superato una loro prova ottiene un uovo sacro col quale ottenere la benevolenza degli dei. Raggiunto quindi un tempio nascosto tra i ghiacci, tramite un altro enigma riesce a scoprire una stele su cui piazzare un altro potere.
Sulla via di ritorno, El Dorado è costretto a ingaggiare una possente flotta di Aguirre, che però si fa largo all'arrivo dei Boomerang di Kelt; quest'ultimo afferma che c'è una spia tra gli Inca: si tratta di Don Angelina, la stessa che aveva spronato Atahualpa ad attaccare gli Spaniardi e che ora ha rapito Aclla, tenuta in ostaggio sull'asteroide di Aguirre. El Dorado è dunque costretto ad avvicinarsi alla base nemica, lasciando Kelt a dirottare il grosso dei Conquistadores. Riesce a trovare Aclla e a farla riportare a casa, ma prima ella afferma che basta porre l'ultimo potere all'interno dell'asteroide; così, egli rimane nel corpo celeste per raggiungere il centro e attraversa un labirinto inframezzato da alcuni piccoli enigmi. Alla fine, riesce a risolvere un ultimo enigma e depone il suo ultimo potere: l'asteroide viene effettivamente distrutto, diventando un planetoide, ed El Dorado, che si trova al suo interno, vola via e diventa il Wiracocha, il leggendario dio degli Inca che viaggerà per l'universo in cerca di nuove luci e dimensioni della coscienza.

## Modalità di gioco
Come il suo predecessore, Inca II combina due generi differenti, ovvero il combattimento nello spazio e l'avventura, divisa a sua volta in sparatutto su rotaia, esplorazioni di labirinti e risoluzioni di enigmi; in alcuni punti del gioco, si avrà a disposizione una scelta che influirà sulla difficoltà complessiva. Inoltre, oltre che a essere costituito da un salvataggio automatico con tanto di password come il primo gioco, qui è possibile anche rivedere liberamente un filmato giù visto nel corso della storia.

## Accoglienza
Computer Gaming World ha apprezzato la grafica, l'azione e la colonna sonora, ma criticato il gameplay e il doppiaggio. Il gioco è incluso tra i Peggiori Videogiochi di Sempre, descritto come "incoerente" e criticato per "una grafica impari e una premessa ridicola", ed è stato incluso al 18º posto tra i videogiochi con la Trama Peggiore di Sempre. Tuttavia, l'edizione nordamericana di PC Gamer ha votato Inca II con un punteggio di 81%.